# Королівські матроси
«Королівські матроси» (інша назва: «Матроси його величності») — радянський історично-драматичний художній фільм 1934 року, знятий режисерами Володимиром Брауном і Ісааком Менакером на студії «Союзфільм». Фільм не зберігся.

## Сюжет
В основі сюжету, що розповідає про матроса Кларенса Сміта, який обрав шлях соціальної боротьби, - повстання англійських матросів в Інвергордоні 1931 року.

## У ролях
- Ганс Клерінг — Кларенс Сміт, англійський матрос
- Курт Арендт — Високий
- Ісаак Менакер — вербувальник
- Павло Журавленко — Томас, боцман
- Любов Ненашева — мати Кларенса
- Ксенія Москаленко — Моллі Робінзон
- Урсула Круг — господиня
- Федір Нікітін — матрос О'Брайан
- Володимир Таланкін — Джон
- Йосип Маяк — Джекобс, крамар
- В. Солнцев — командир
- Володимир Мазаєв — старший лейтенант
- Бруно Шмідтсдорф — епізод
- Сергій Рябінкін — лейтенант
- Василь Бетакі — хлопчик
- Тимофій Ремізов — мічман Ватсон
- Олександр Мазаєв — старший лейтенант

## Знімальна група
- Режисери — Володимир Браун, Ісаак Менакер
- Сценарист — Борис Ліпатов
- Оператори — Володимир Данашевський, Соломон Бєлінкій
- Художник — Павло Бетакі